# Kościół St. Maria Hilfe der Christen w Düsseldorfie
Kościół Najświętszej Maryi Wspomożenia Wiernych (niem. St. Maria Hilfe der Christen) w Düsseldorfie – filialny kościół katolicki, działający od 1953 w dzielnicy Lörick w Düsseldorfie. Należy do parafii St. Antonius und Benediktus, wraz z pozostałymi kościołami katolickimi 4. okręgu administracyjnego. Przy kościele działa przedszkole katolickie.

## Historia
Po zakończeniu II wojny światowej, dzielnica Lörick przeżywała szybki rozwój. W 1950 arcybiskupstwo Kolonii zadecydowało o powstaniu nowego kościoła, a jego projekt zlecono architektowi Heinzowi Thoma. Budowę zlecono firmie budowlanej Steinfels. Budowę zakończono 24 marca 1953, a kościół konsekrowano w maju 1953.
Kościół miał początkowo być pod wezwaniem Piusa X, ale nie było to wówczas możliwe, gdyż nie zakończył się jeszcze proces beatyfikacyjny.

## Wyposażenie
Członkowie rodziny Steinfels z Büderich, do której należała firma odpowiedzialna za budowę kościoła, przekazali w podzięce tabernakulum.
W 1959 zainstalowano organy zbudowane przez firmę Kreienbrink z Osnabrueck. Mają 31 głosów.
Figura Madonny trafiła do kościoła w 1965, wraz z wiernymi z parafii St. Margareta z dzielnicy Gerresheim.
W 2015 zainstalowano drewniany krzyż, przeniesiony ze zlikwidowanego franciszkańskiego kościoła przyklasztornego z Immermanstrasse w Düsseldorfie.